# Bình Phước (phường)
Bình Phước là một phường thuộc tỉnh Đồng Nai, Việt Nam.

## Địa lý
Phường Bình Phước có vị trí địa lý:
- Phía đông giáp xã Đồng Tâm.
- Phía đông nam giáp xã Tân Lợi.
- Phía tây giáp phường Đồng Xoài.
- Phía tây nam giáp Thành phố Hồ Chí Minh.
- Phía nam giáp xã Đồng Phú.
- Phía bắc giáp xã Thuận Lợi.

Phường Bình Phước có diện tích 86,38 km², dân số năm 2025 là 111.440 người, mật độ dân số đạt 1.290 người/km².

## Lịch sử
Ngày 16 tháng 6 năm 2025, Ủy ban Thường vụ Quốc hội ban hành Nghị quyết số 1662/NQ-UBTVQH15 về việc sắp xếp các đơn vị hành chính cấp xã của tỉnh Đồng Nai năm 2025. Theo đó, sắp xếp toàn bộ diện tích tự nhiên, quy mô dân số của các phường Tân Phú, Tân Đồng, Tân Thiện, Tân Bình, Tân Xuân và xã Tiến Hưng thành phường mới có tên gọi là phường Bình Phước.
Sau khi sáp nhập, phường Bình Phước có 86,38 km² diện tích tự nhiên và dân số 111.440 người.